# Динарски смесени гори
Динарските смесени гори са екорегион в Югоизточна Европа, част от биома на Умерените широколистни и смесени гори и биогеографската област Палеарктика.
Обхваща планинските области около Динарските планини в западната част на Балканския полуостров в ориентирана от югоизток на северозапад ивица с дължина около 700 километра на територията на Албания, Босна и Херцеговина, Италия, Косово, Словения, Сърбия, Хърватия и Черна гора.
Високите части, над 1200 – 2500 метра надморска височина, са заети от иглолистни гори от смърч (Picea sp.), обикновена ела (Abies alba) и черен бор (Pinus nigra), а по-ниските области – от смесени и широколистни гори, доминирани от благун (Quercus frainetto), космат дъб (Quercus pubescens), цер (Quercus cerris), обикновен габър (Carpinus betulus), планински ясен (Fraxinus excelsior) и полски бряст (Ulmus minor). Сред срещащите се едри бозайници са кафявата мечка (Ursus arctos, около 3000 екземпляра), вълкът (Canis lupus, около 3900 екземпляра), рисът (Lynx lynx), сърната (Capreolus capreolus), благородният елен (Cervus elaphus) и дивата коза (Rupicapra rupicapra).